# Antoinette Sandbach
Antoinette Geraldine Mackeson-Sandbach (née le 15 février 1969) connue sous le nom d’Antoinette Sandbach, est une femme politique du parti conservateur élue députée de Eddisbury dans le Cheshire aux élections générales de 2015. Le lendemain, le 8 mai 2015, elle a démissionné de son mandat de membre de l'Assemblée galloise pour la région du Nord du Pays de Galles, où elle avait été élue lors des élections de mai 2011.

## Jeunesse
Née à Hammersmith,, elle est l’aînée des quatre sœurs.
Sa grand-mère paternelle était Geraldine Mackeson-Sandbach, une importante propriétaire terrienne du nord du pays de Galles, dont les domaines comprenaient Hafodunos près d’Abergele et Bryngwyn Hall près de Llanfyllin. Sa mère, Anne Marie Antoinette de la famille néerlandaise Van Lanschot, a épousé Ian Mackeson-Sandbach en 1967.
Antoinette Sandbach a fait ses études au Haileybury and Imperial Service College et à l’Université de Nottingham, où elle a étudié le droit, et a exercé la profession d’avocat pénaliste à Londres pendant 13 ans. Elle a été élue deux fois au conseil des avocats à cette époque.
Elle a ensuite dirigé l'entreprise agricole familiale à Llangernyw, dans la vallée d'Elwy au nord du Pays de Galles, où elle s'est lancée dans une carrière politique.

## Carrière politique
Lors des élections législatives galloises de 2007, elle s'est présentée sans succès à Delyn mais le parti travailliste a conservé le siège de justesse avec seulement 511 voix d'avance. Elle s'est présentée dans la circonscription parlementaire de Delyn lors de l'élection générale de 2010, mais a encore perdu, bien que le basculement du parti travailliste au parti conservateur ait été plus important. À la suite du décès de Brynle Williams en 2011, elle est devenue membre de l'Assemblée régionale conservatrice du nord du Pays de Galles.
Durant son mandat à l'Assemblée galloise, elle a été nommée ministre fantôme des affaires rurales. En 2014, elle a été nommée ministre fantôme de l'Environnement. Elle a également siégé à la commission de l'environnement et du développement durable de l'Assemblée.
En mars 2015, elle a été choisie comme candidate du parti conservateur au siège d'Eddisbury, tenu par les conservateurs, dans le Cheshire, en Angleterre. Elle a gardé le siège conservateur sûr avec une majorité de près de 13 000 voix et a rapidement démissionné de l'Assemblée galloise, remplacée par Janet Haworth.
À son entrée à la Chambre, elle a été élue au comité restreint des affaires galloises et au comité restreint de l'énergie et des changements climatiques, où elle a siégé jusqu'à sa dissolution en octobre 2016. En mars 2017, elle a été élue au comité restreint sur la stratégie commerciale, énergétique et industrielle, puis a été réélue au comité depuis l'élection générale de 2017 . Elle est également membre exécutif du comité 1922 des députés conservateurs depuis 2015.
L'un de ses combats est l'amélioration des services destinés aux personnes qui perdent un bébé. À la suite d'un débat à la Chambre des communes en novembre 2015, elle a contribué à la création du Groupe parlementaire multipartite sur la perte de bébé, dont elle a également été nommée coprésidente. Depuis sa création, le groupe a formulé des recommandations à l'intention du ministère de la Santé et collabore étroitement avec les ministres pour améliorer les politiques dans ce domaine.
Elle a été une ardente défenseur de l'amélioration de la représentation des femmes dans la population active. Lors de ses premières apparitions à la Chambre, elle a évoqué le problème de la timidité des filles à étudier les sciences, la technologie, l'ingénierie et les mathématiques afin de leur permettre d'accéder à ces emplois hautement rémunérés et hautement qualifiés, et de réduire l'écart entre hommes et femmes dans le monde du travail.
Elle a soutenu le maintien du Royaume-Uni au sein de l'Union européenne (UE) lors du référendum de 2016 sur l'adhésion à l'UE. Lors du référendum, le Royaume-Uni a voté en faveur de la sortie de l'UE (Brexit). Elle a conservé son siège à Eddisbury lors des élections générales au Royaume-Uni de 2017, avec une majorité de 11 942 voix.
Elle était l'une des onze députés conservateurs à s'être rebellés contre le gouvernement de la première ministre, Theresa May, en votant en faveur d'un amendement à la loi de 2018 sur le retrait de l'Union européenne, le 13 décembre 2017, qui garantissait aux députés un vote sur l'accord final conclu entre le Brexit et l'Union européenne. Elle a voté pour l'accord de retrait de May sur les trois possibilités.
Elle a soutenu Rory Stewart lors de l'élection du leadership conservateur en 2019.
Elle est candidate aux élections générales de 2019 dans sa circonscription au sein du parti des Libéraux-démocrates.

## Vie privée
La fille de Sandbach, Sacha, est née en 2002, mais elle s'est séparée du père de Sacha en 2003 et est revenue à Hafodunos en 2005. Elle a perdu un fils de cinq jours, Sam, en 2009  et a épousé Matthew Sherratt, un sculpteur, en 2012.